# Przemysław Piotrowski (pisarz)
Przemysław Piotrowski (ur. 5 czerwca 1982 w Zielonej Górze) – polski dziennikarz związany z tematyką sportową i śledczą, pisarz, autor bestsellerowych powieści kryminalnych. W 2020 roku sprzedał ponad 100 tys. egzemplarzy serii z Igorem Brudnym, w skład której wchodzi „Piętno”, „Sfora” oraz „Cherub”. 10 listopada 2021 roku ukazała się czwarta część cyklu – „Zaraza”.

## Życiorys
Przemysław Piotrowski urodził się w Zielonej Górze. Ukończył tam edukację podstawową oraz podjął studia. Ukończył politologię na Uniwersytecie Zielonogórskim, studiował nauki pokrewne w Hiszpanii i USA.
W latach 2003–2013 pisał na łamach „Gazety Lubuskiej”, wpierw zajmując się tematyką sportową, później śledczą. Pracował również w klubie koszykarskim Stelmet Intermarche Zielona Góra na stanowisku rzecznika prasowego, a w 2014 roku wyjechał do pracy w sektorze naftowym do Norwegii.

## Twórczość
Głośno zadebiutował thrillerem historycznym „Kod Himmlera” w 2015 roku. W następnych latach do jego pisarskiego portfolio dołączyły „Droga do piekła” w 2016 roku, dwie powieści z cyklu „Radykalni” – czyli „Terror” rok później i „Rebelia” w roku 2018. Rok przerwy w pisarskiej twórczości Przemysława Piotrowskiego zaowocował serią kryminalną z Igorem Brudnym – w marcu 2020 roku światło dziennie ujrzało „Piętno”,  w sierpniu tego samego roku pojawiła się druga część – „Sfora”, a listopad stanął pod znakiem trzeciego tomu serii z komisarzem Brudnym o tytule „Cherub”. Od tamtego czasu, w 2021 roku wyszły dwie niezależne powieści pisarza – „Krew z krwi” oraz Matnia”. „Zaraza” trafiła do czytelników w listopadzie 2021 roku.  
Przemysław Piotrowski w swojej twórczości nie ogranicza się do kryminału, choć jest to niewątpliwie gatunek,  z którym związany jest najmocniej. Seria z Igorem Brudnym łączy w sobie klasyczne elementy powieści kryminalnych, a cały cykl spleciony jest postacią komisarza Igora Brudnego. Innymi gatunkami, w ramach których Przemysław Piotrowski realizuje swoje powieści, jest domestic noir i thriller psychologiczny, w duchu którego napisał „Matnię” wydaną w sierpniu 2021 roku. „Krew z krwi” z kolei gromadzi w sobie wątki sensacyjne, kryminalne oraz w pewnym stopniu dramatyczne. Historia, której fundamentami jest głęboka relacja ojca z synem, a punktem centralnym opisane przez głównego bohatera w książce morderstwo, wydana została w maju 2021 roku.  

### Powieści
| Tytuł                        | Wydawnictwo                | Rok publikacji | ISBN                   |
| ---------------------------- | -------------------------- | -------------- | ---------------------- |
| Kod Himmlera                 | Wydawnictwa Videograf S.A. | 2015           | ISBN 978-83-7835-397-3 |
| Droga do piekła              | Wydawnictwa Videograf S.A. | 2016           | ISBN 978-83-7835-500-7 |
| Radykalni. Terror            | Wydawnictwa Videograf S.A. | 2017           | ISBN 978-83-7835-578-6 |
| Radykalni. Rebelia           | Wydawnictwa Videograf S.A. | 2018           | ISBN 978-83-7835-639-4 |
| Krew z krwi                  | Wydawnictwo Czarna Owca    | 2021           | ISBN 978-83-8252-012-5 |
| Matnia                       | Wydawnictwo Czarna Owca    | 2021           | ISBN 978-83-8143-581-9 |
| La Bestia                    | Wydawnictwo Czarna Owca    | 2023           | ISBN 978-83-8252-074-3 |
| Droga do piekła (II wydanie) | Wydawnictwo Czarna Owca    | 2025           | ISBN 978-83-8382-239-6 |

### Seria z komisarzem Igorem Brudnym
| Tytuł   | Wydawnictwo             | Rok publikacji | ISBN                   |
| ------- | ----------------------- | -------------- | ---------------------- |
| Piętno  | Wydawnictwo Czarna Owca | 2020           | ISBN 978-83-8143-297-9 |
| Sfora   | Wydawnictwo Czarna Owca | 2020           | ISBN 978-83-8143-604-5 |
| Cherub  | Wydawnictwo Czarna Owca | 2020           | ISBN 978-83-8143-815-5 |
| Zaraza  | Wydawnictwo Czarna Owca | 2021           | ISBN 978-83-8252-070-5 |
| Bagno   | Wydawnictwo Czarna Owca | 2022           | ISBN 978-83-8252-073-6 |
| Smolarz | Wydawnictwo Czarna Owca | 2024           | ISBN 978-83-8252-979-1 |
| Anubis  | Wydawnictwo Czarna Owca | 2024           | ISBN 978-83-8252-740-7 |

### Cykl Luta Karabina
| Tytuł            | Wydawnictwo             | Rok publikacji | ISBN                   |
| ---------------- | ----------------------- | -------------- | ---------------------- |
| Prawo matki      | Wydawnictwo Czarna Owca | 2022           | ISBN 978-83-8252-076-7 |
| Nic do stracenia | Wydawnictwo Czarna Owca | 2023           | ISBN 978-83-8252-617-2 |
| Ostatni taniec   | Wydawnictwo Czarna Owca | 2024           | ISBN 978-83-8382-064-4 |

### Cykl Radykalni
| Tytuł   | Wydawnictwo           | Rok publikacji | ISBN                   |
| ------- | --------------------- | -------------- | ---------------------- |
| Terror  | Wydawnictwo Videograf | 2017           | ISBN 978-83-7835-578-6 |
| Rebelia | Wydawnictwo Videograf | 2018           | ISBN 978-83-7835-639-4 |